# Andinomys lineicaudatus
Andinomys lineicaudatus is een knaagdier uit het geslacht Andinomys dat voorkomt in het noordwesten van Argentinië, waar het dier is gevonden in de Sierras Peninsulares in de provincies Tucumán, Catamarca en Jujuy. De soort werd oorspronkelijk beschreven als een ondersoort van Andinomys edax, de enige andere soort van het geslacht, maar is sympatrisch met die soort gevonden en de twee vormen verschillen morfologisch duidelijk. De voeten zijn langer dan 30 mm en op de onderkant van de staart zit een donkere lijn. Bovendien komt deze soort vooral in de Yungas voor, tussen 500 en 3000 m hoogte, met slechts een vondst in de Prepuna, terwijl A. edax uitsluitend op 2000 tot 5000 m hoogte in de Prepuna en Puna is gevonden.